# Буле (Ендр и Лоара)
Буле (фр. Boulay) насеље је и општина у централној Француској у региону Центар (регион), у департману Ендр и Лоара која припада префектури Тур.
По подацима из 2011. године у општини је живело 739 становника, а густина насељености је износила 36,77 становника/km². Општина се простире на површини од 20,1 km². Налази се на средњој надморској висини од 121 метар (максималној 166 m, а минималној 87 m).

## Демографија
| 1962. | 1968. | 1975. | 1982. | 1990. | 1999. | 2011. |
| ----- | ----- | ----- | ----- | ----- | ----- | ----- |
| 388   | 395   | 398   | 419   | 440   | 493   | 739   |

График промене броја становника у току последњих година